# Kayo Satō
Kayo Satō (佐藤 かよ Satō Kayo?,  Prefectura de Aichi, Japón, 26 de diciembre de 1988) es una actriz, modelo y tarento japonesa. También es una destacada jugadora de Street Fighter IV. Obtuvo fama en Japón así como también internacional en septiembre de 2010, tras anunciar en su blog que había sido asignada como hombre al nacer.

## Biografía
Desde la escuela primaria, Satō fue consciente de la diferencia entre su sexo biológico y su identidad notando la diferencia ya en 3º grado (a los 8 años de edad), curso donde comienza el uso de diferentes uniformes escolares según el género. A la edad de 15 años inició la aplicación de inyecciones de hormonas femeninas. Luego de graduarse comenzó a vivir como mujer, trabajando en una tienda de ropa femenina a tiempo parcial, y posteriormente en una tienda de conveniencia. Tras cuatro años lidiando con reacciones de rechazo e intolerancia decidió dejar la localidad y mudarse a Tokio donde se cambió de nombre para vivir como mujer. A los seis meses de vivir y trabajar allí una agencia de modelos japonesa la descubrió y le ofreció trabajo iniciando su carrera en la revista de moda Nagoya "Tokai SPY GIRL". Se hizo conocida y ganó popularidad posteriormente en programas juveniles y de temática otaku y gamer, jugando videojuegos contra invitados y espectadores aprovechando su habilidad en estas máquinas.
Sin embargo con el correr del tiempo se inició un rumor en las redes que aseguraba que ella realmente era hombre, aumentado su relevancia y número de menciones en la red. Ante esto decide revelar que biológicamente era varón en 2010; según explica, tuvo que revelar su secreto porque se sentía presionada por los rumores que circulaban en Internet sobre su género y decidió revelar su verdadero género para evitar los acosos de la prensa.
El 23 de junio de 2011, lanzó su primer álbum de fotos llamado Re-born donde muestra su primer semi desnudo. Fue rostro en Chicas Award 2011 por CROOZ blog otoño/invierno como la modelo principal.

## Filmografía
- 2010: ワケあり［秘］お宝映像祭 動画！インパクト王国|Wake Ari "Hi" Otakara Eizō Matsuri Dōga! Inpukato Ōkoku (NTV), 22 de septiembre de 2010[1][3]
- 2010: Don! (NTV), 21 de septiembre de 2010[1][4]
- 2011: Tekken: Blood Vengeance como una alumna, Septiembre de 2011
- 2013 探偵はBARにいる2 ススキノ大交差点 "detectives Susukino 2 large intersections that BAR" - Hiromi

## Libros
- Re-born, Kodansha, 23 de junio de 2011, ISBN 978-4-06-389544-5[5]